# Concurs de menjar

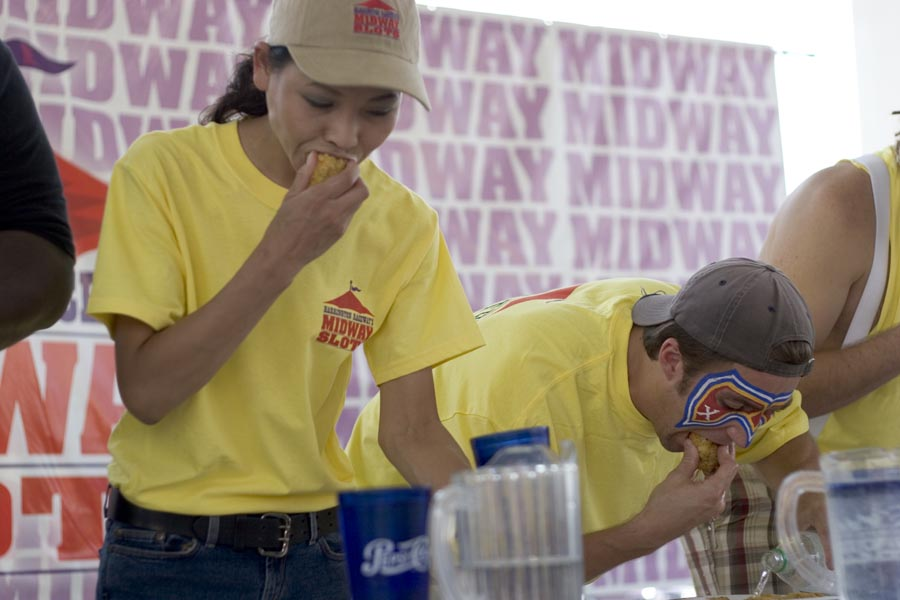
Sonya Thomas contra Tim Janusen competint al 2005.

Els concursos de menjar consisteixen a menjar grans quantitats de menjar en un temps determinat. El tipus de menjar varia, però els tipus més comuns són menjar escombraries i postres. Aquests concursos són populars principalment al Japó i als Estats Units.

## Història

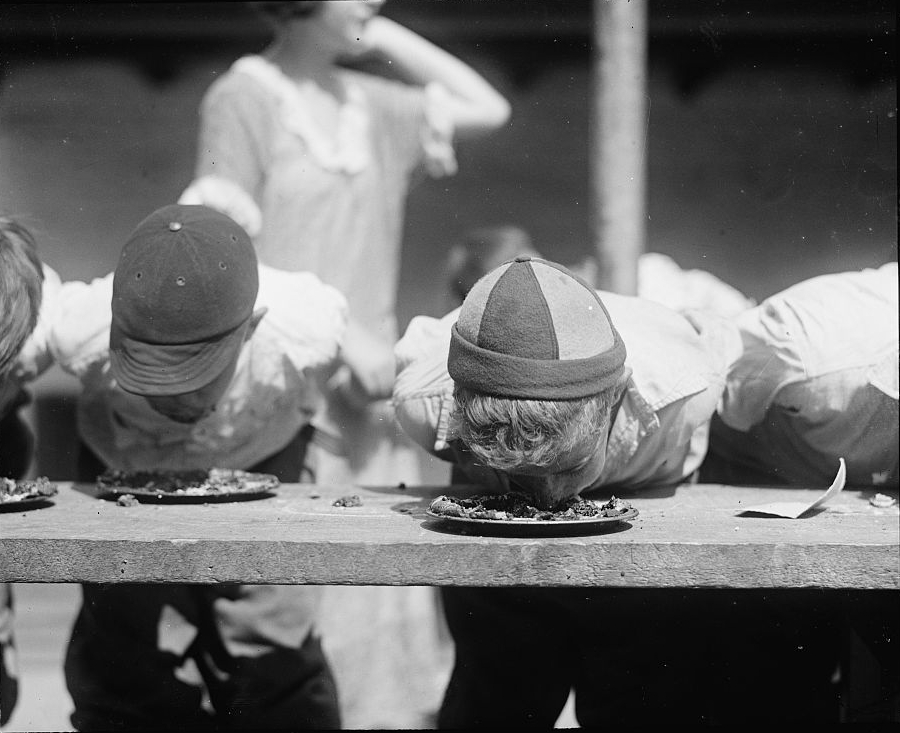
Competició de menjar pastissos a Jefferson School de Washington DC el 2 d'agost de 1923.

Tradicionalment es feien competicions d'aquest estil a fires al començament del segle xx, però la recent popularitat es deu en part a l'emissió de la Nathan's Hot Dog Eating Contest, una competició de menjar de gossets calents que se celebra des de 1972. Recentment aquesta competició ha estat dominada pel competidor de la FAOCE Takeru Kobayashi, el qual va guanyar el concurs des de 2001 fins a 2006. Kobayashi va ser destronat l'any 2007 per Joey Chestnut.

## Organitzacions

### IFOCE
La IFOCE (Federació Internacional de Menjadors Competitius) realitza prop de 100 esdeveniments de menjar anualment. Va ser fundada en els anys 90 i recentment va crear la Lliga Major de Menjadors, i és l'única organització que ofereix normes de seguretat pels concursants.

### AICE
L'Associació Independent de Menjadors Competitius (AICE), va ser fundada per Arnie "Chowhound" Chapman.

### Altres organitzacions
A més de les dues nomenades anteriorment, en els últims anys han aparegut noves organitzacions com la Federació Amateur de Menjadors Competitius que patrocina competicions de menjar a diversos restaurants. Diverses d'aquestes competicions tenen al voltant de 20 competidors principals.

## Menjadors destacats
- Peter Dowdeswell, el qual ha aparegut en el Llibre Guinness dels Rècords
- Daniel Jankelow
- Sonya Thomas
- Takeru Kobayashi
- Carlene LeFevre
- Natsuko "Gal" Sone
- Juliet Lee
- Samuel Sanchez

## Entrenament
Tenir sobrepès no és precisament un avantatge, malgrat ser un dels primers pensaments al respecte. Tenir molt excés de greix corporal pot ser més aviat una desventatja perquè el cos no pot rebre tant menjar greixós a causa de l'excés que ja porta el concursant. Els concursants solen beure una gran quantitat d'aigua abans de competir per elastificar l'estòmag, la qual cosa sembla la clau per guanyar. Alguns menjadors consumeixen grans quantitats de xiclets per enfortir la mandíbula.

## Crítiques
Les competicions de menjar acostumen a ser mal vistes per la societat degut a diverses raons. Diversos metges i altres especialistes veuen aquestes competicions com una flagelàcio per a l'organisme que pot causar obesitat, diabetis, vòmits, ulceres o fins i tot la mort en ple concurs. Malgrat aquestes possibilitats mai s'ha registrat danys majors en concursants.
Religiosament pot ser comparat amb la gula, un dels set pecats cabdals, i des del punt de vista social molta gent ho veu com un desaprofitament de menjar en general o com una de les tantes competicions en va de la cultura nord-americana.

## En la cultura popular
- En l'episodi dels Simpson Maximum Homerdrive (1999) Homer Simpson participa en un concurs en el qual competia contra un camioner, anomenat Red Barclay. El guanyador del concurs era qui acabés primer un tall de carn de set quilos de pes.
- En un episodi de la sèrie de dibuixos animats Hey Arnold!, Arnold i altres peronajes participen en un concurs de menjar.
- A la pel·lícula Beethoven's 2nd hi ha una competició de menjars a una fira.
- A la pel·lícula La llegenda de l'indomable (1967), el protagonista (Luke) menja 50 ous en una hora a causa d'una aposta amb altres presoners.
- A la pel·lícula Stand by me (Compta amb mi) (1986), Gordie Lachance, personatge interpretat per Wil Wheaton explica una història protagonitzada per un jove que participa en un concurs de menjar pastissos.